# 4068 Menestheus
4068 Menestheus је Јупитеров тројански астероид са пречником од приближно 62,37 .
Афел астероида је на удаљености од 5,575 астрономских јединица (АЈ) од Сунца, а перихел на 4,794 АЈ.
Ексцентрицитет орбите износи 0,075, инклинација (нагиб) орбите у односу на раван еклиптике 17,540 степени, а орбитални период износи 4312,469 дана (11,806 годину).
Апсолутна магнитуда астероида је 9,40 а геометријски албедо 0,078.
Астероид је откривен 19. септембра 1973. године.